# Pinout
Pinout es un término anglosajón, que en traducción libre significa patillaje, o más correctamente asignación de patillaje o “disposición de los pines”. 
Se utiliza en electrónica para determinar la función de cada pin en un circuito integrado, o bien en un dispositivo electrónico discreto. 
En informática, se usa para describir cómo un conector es cableado. Cada clavija del conector tiene un propósito que se describe brevemente en la “asignación de patillaje”.
El pinout puede ser mostrado como una simple tabla o puede incluir un diagrama. Es importante dejar claro cómo ver el diagrama, indicar si este muestra la parte posterior del conector (donde se unen los alambres a él) o la "cara de acoplamiento" del conector. Los pinouts publicados son particularmente importantes cuando diferentes fabricantes desean interconectar sus productos usando estándares abiertos.
Igualmente se emplea para saber la correlación de patillas en las clavijas situadas en ambos extremos del cable.

## Ejemplos

### Conector USB
Un ejemplo, mostrando la cara de acoplamiento del conector USB encontrado en todas las PC modernas:
```
1 +5V
2 -Data
3 +Data
4 GND
```

### Microprocesdor Zilog Z80
En este ejemplo, de los pines del microprocesador Zilog Z80, las líneas del bus de direcciones se ven en rojo, las del bus de datos en azul y las del bus de control en verde.
Las flechas indican si la señal de las patillas del microprocesador solamente salen (como los de dirección A0 a A15), entran al microprocesador (como la señal !RESET en el pin 26, o !INT en el pin 16), o pueden entrar o salir (como en los datos D0 a D7).
```
             +--\/--+

 <-- A11 
    1|      |40 
 A10    --> 

 <-- A12 
    2|      |39 
 A9     --> 

 <-- A13 
    3|      |38 
 A8     --> 

 <-- A14 
    4|      |37 
 A7     --> 

 <-- A15 
    5|      |36 
 A6     --> 

 --> CLK 
    6|      |35 
 A5     --> 

 <-> D4 
     7|      |34 
 A4     --> 

 <-> D3 
     8|Zilog |33 
 A3     --> 

 <-> D5 
     9| Z80  |32 
 A2     --> 

 <-> D6 
    10|      |31 
 A1     --> 

  +5V Vcc   11|      |30 
 A0     --> 

 <-> D2 
    12|      |29 GND

 <-> D7 
    13|      |28 
 !RFSH  --> 

 <-> D0 
    14|      |27 
 !M1    --> 

 <-> D1 
    15|      |26 
 !RESET <-- 

 --> !INT 
  16|      |25 
 !BUSRQ <-- 

 --> !NMI 
  17|      |24 
 !WAIT  <-- 

 <-- !HALT 
 18|      |23 
 !BUSAK --> 

 <-- !MREQ 
 19|      |22 
 !WR    --> 

 <-- !IORQ 
 20|      |21 
 !RD    --> 

              +------+
```